# Advanced Mobile Phone Service

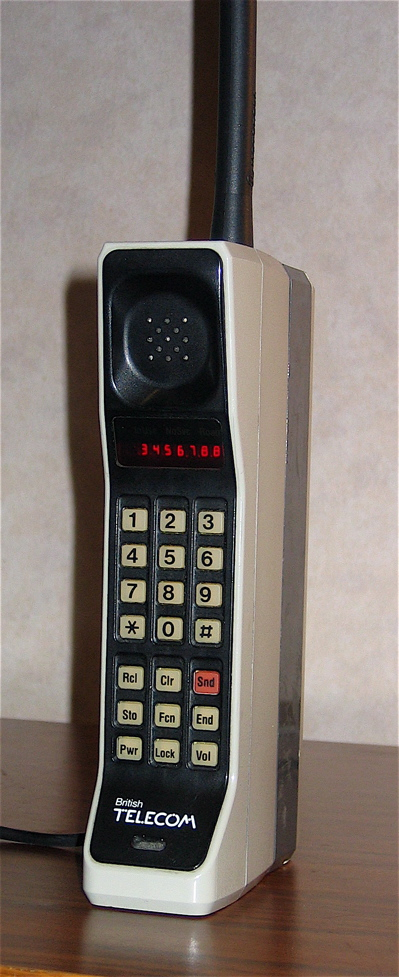
Motorola DynaTAC 8000X från 1984 är en typisk AMPS-telefon.

Advanced Mobile Phone Service, AMPS, amerikanskt mobiltelefonisystem för första generationens mobiltelenät. AMPS lanserades 1983 av AT&T och motsvaras i Europa av bland annat TACS och NMT.